# 栄養
栄養（えいよう）とは、生物が体外（外界）から物質を摂取し、それを体を構成する、（維持する）生活活動を行うなどするのに役立たせる現象。大正以前は「営養」と表記されることも多かった。
なお、「栄養」は体外から取り入れられる物質のことも指しているが、取り入れられる物質は、より厳密には「栄養素」と呼ばれる。

## 概説
栄養とは生体が外界から物質を取り込むことや、とりこむことにより体の機能を維持したり高めたりすることである。別の表現をすると、口から入った食品を消化・分解・吸収などを通して利用する、健康に生きてゆくための様々な営みを指すための総称である。
生物はこうした栄養という営みを通して体を構成する成分を作り、体内でエネルギーを生み出して生きている。
日常的には「栄養」という言葉で栄養素も指し、さらには栄養素を含む食品まで指すことがある。ただし学究的な場では「栄養」「栄養素」と呼び分けることが好まれることが多い。なお、英語でも「nutrition」という語は栄養、栄養素、および栄養を含む食品全般を指して用いられており、しかもnutrition=食品という用法はきわめて一般的である。
栄養は3つの段階に分けることができる。第一段階は、食物や飲み物を体内に取り込む。第二段階は体が食物や飲み物を栄養素に分解する。第三段階は栄養素が血流を通って体の他の部分にまわり、「燃料」（エネルギー源）としてあるいは他の目的（体の組織を構成するためなど）に使われる。人間はからだに十分な栄養を与えるために、主要な栄養素を含む食物を食べ、飲み物を飲まなくてはならないのである。
栄養素は一般的には食品から摂取する。食品や食事の面から栄養を研究する学問が栄養学である。

### 表現の歴史
以前の表記は「営養」とされることも多かった。1918年ごろ、栄養学の創始者である佐伯矩により「栄養」に統一するように提言された。「営」は営むだけれど、「栄」は栄えるであり健康を増進する意味合いがある。
佐伯矩が少年時代育った愛媛県伊予郡郡中町（現伊予市）の「栄養寺」には佐伯矩博士の「栄養」の書と「栄養」顕彰碑が建立されている。
一方、須藤憲三は森鷗外や尾崎幸雄の支持得て、「栄養」に改めるよう提唱しており、1911年には文部省の要請により行われた講演をもとに「食物栄養概論」を出版している。
中国の648年ごろの『晋書』では、栄養は衣食住の意味で使われていた。
もとは栄養素に富んだ状態を「滋養に富んだ」と表現していたが、戦後の漢字制限によってこの語を学校教育で学ぶ機会がなくなり、代わりに「栄養に富んだ」という表現が一般化した。

## 栄養学の観点から
現代の栄養学では栄養の働きを大まかに三つに分けて考えている、（1）エネルギーになる、（2）身体をつくる、（3）身体の調子を調える、である。
（1）の「エネルギーになる」の役割を果たしている栄養素の中でも重要なものが三大栄養素と呼ばれるものである。
人間などの生物にとって三大栄養素とは炭水化物、たんぱく質、脂質である（炭水化物は糖質とも呼ぶ）。三大栄養素のうち、炭水化物を除いたタンパク質と脂質は（2）の「身体をつくる」の役割も果たしている。
五大栄養素と言うと、左記三大栄養素にミネラルとビタミンが加わる。ビタミンとミネラルの主な働きは、（3）の「身体の調子を調える」ことである。忘れてならないが、水も必須の物質である。水は人の体重の60－70%を占める身体の主要成分であり、栄養素を運搬する体液にも水は含まれている。他にも人は食物繊維、酵素、フィトケミカル等々の要素も健康のために実際上必要としている。五大栄養素に水も加えて六大栄養素と表現することもあり、水の代わりに食物繊維を加えて六大栄養素と表現することもある。
エネルギー性の栄養素（脂質や炭水化物=糖質）を摂り過ぎると肥満につながり、生活習慣病を引き起こす可能性が高くなる。反対に栄養素の摂取が少なすぎると、やせすぎたり、体力が減退したり、集中力を失ったりする。栄養素全般が足りない、あるいは摂取する栄養素に偏りがある状態を栄養失調という。
つまり健康のためには、ほどよい量の栄養素を摂取することが大切になる。1日あたりに必要となるエネルギー量は体格や運動量によってひとりひとり異なっている。必要エネルギーは基礎代謝量と身体活動レベルを用いて概算することができる。身体活動レベルは下の表の右側の「生活パターン」を見て自分の生活がどれに属するか判断し、左から2番目の「身体活動レベル」の数値を読み取る。
| 活動レベル | 身体活動レベル | 生活パターン |
| 低い       | 1.5            | 生活の大部分で座っており（=座位）、（デスクワークなど）静的な活動が中心の場合                                      |
| 普通       | 1.75           | 座位中心の生活だが、仕事で立ったりすることもあり、あるいは通勤、買い物、家事、軽いスポーツをすることが含まれる場合 |
| 高い       | 2.0            | 仕事で移動することや立っていることが多い場合。あるいは日常的にスポーツや活発な活動を行う習慣がある場合。           |

計算式は以下のようになる。
一日のエネルギー必要量(kcal) = 一日の基礎代謝量(kcal) × 身体活動レベル
例えば年齢が30代で、通勤してデスクワーク中心の仕事をしている人（=身体活動レベルが普通、つまり数値が1.75）の人ならば一日のエネルギー必要量は
基礎代謝量が1,520kcalの男性では
1,520(kcal) x 1.75 = 2660(kcal)　
基礎代謝量が1,140kcalの女性では
1,140(kcal) x 1.75 = 1995(kcal)　　　となる。
おおまかに言えば、この数値を超えてカロリーを摂取すると太ってゆく、と判断できる。
健康への近道は栄養素をグループ（食品群）に分け、それぞれの食品群からバランスよく食品を選び食事（献立、メニュー）に入れることである。このバランスの目安になるよう厚生労働省と農林水産省が2006年に「食事バランスガイド」を策定している。

## 生物学
生物学では生物を栄養の観点からは独立栄養生物と従属栄養生物に分ける。ここでは栄養が無機物のみを取り入れる独立栄養と、有機物も取り入れる従属栄養に分けられている。

## 医学・解剖学用語として
医学や解剖学において栄養という表現は、ある血管（特に動脈）が、特定の器官に酸素や栄養を供給することとして用いられることがある。例として、「冠動脈（冠状動脈）は、心臓を栄養する終動脈（細動脈で吻合をもたない血管）です」とサ変動詞に用いたり、「中外膜への酸素や栄養素の供給の役割を担うのが『栄養血管』と呼ばれる血管壁内に存在する毛細血管です」や「門脈は腸から栄養に富む血液を運んでくるので、肝臓の栄養血管と呼ばれています」などという使い方をしたりする。